# Saintigny
Saintigny é uma comuna francesa na região administrativa do Centro-Vale do Loire, no departamento de Eure-et-Loir. Estende-se por uma área de 45.22 km². Em 2010 a comuna tinha 1 016 habitantes (densidade: 22,5 hab./km²).
Foi criada em 1 de janeiro de 2019, a partir da fusão das antigas comunas de Saint-Denis-d'Authou (sede da comuna) e Frétigny.